# Apophua flavocingulata
Apophua flavocingulata är en stekelart som först beskrevs av Tosquinet 1903.  Apophua flavocingulata ingår i släktet Apophua och familjen brokparasitsteklar. Inga underarter finns listade i Catalogue of Life.